# Bugsy Siegel
Benjamin "Bugsy" Siegel (Nueva York, Nueva York; 28 de febrero de 1906 - Beverly Hills, California; 20 de junio de 1947) fue un gánster estadounidense, influyente miembro de la mafia judía, informalmente denominada Kosher nostra. Durante los años 1930 y 1940, era conocido como uno de los "gánsteres más crueles, infames y temidos de su época". Es conocido por el desarrollo de Las Vegas y por ser el creador del primer hotel y casino de la ciudad, el Flamingo.
Fue uno de los fundadores y líderes del Sindicato del Crimen después de ser contrabandista durante la Ley seca. Cuando la Vigésima Primera Enmienda se aprobó en 1933, derogando la prohibición, regresó a los juegos de azar. En 1936 dejó Nueva York y se mudó a California. En ese tiempo actuó principalmente como sicario, ya que destacaba por su valor y violencia cuando estaba armado. En 1939 hizo tratos con el gánster Harry Greenberg.
Viajó a Las Vegas donde adquirió y financió algunos de los casinos originales. Fue asistente del diseñador William R. Wilkerson para erigir el Hotel Flamingo. Después de despedirlo, tomó el proyecto personalmente y manejó las etapas finales de la construcción. El Hotel Flamingo fue inaugurado el 25 de diciembre de 1946, pero con una mala recepción. Fue reinaugurado en marzo de 1947 con el hotel ya terminado y sus colegas mafiosos sospechando que su novia Virginia Hill había desviado un millón de dólares del presupuesto de construcción. Tres meses después, el 20 de junio de 1947, fue asesinado a tiros en el hogar de su novia Virginia, en Beverly Hills, California.

## Primeros años
Nació el 28 de febrero de 1906 en Williamsburg, Brooklyn, en una familia judía pobre de Letychiv, Podolia, gobernación del imperio ruso, en la actual Ucrania. Sin embargo, otras fuentes afirman que su familia vino de Austria. Sus padres, Jennie (de soltera, Riechenthal) y Max Siegel, trabajaron constantemente por escasos salarios. El segundo de cinco hijos, prometió que iba a elevarse por encima de esa vida mísera. De niño, abandonó la escuela y se unió a una banda en Lafayette Street en el Lower East Side de Manhattan. Se dedicó principalmente a robos, hasta que conoció a Moe Sedway. Con éste, desarrolló una red de protección a la cual los comerciantes ambulantes se vieron obligados a pagar un dólar o amenazaban con quemar su mercancía. Desde la adolescencia acumuló antecedentes penales que incluían robo a mano armada, violación y asesinato.

## Pandilla
Durante la adolescencia, se hizo amigo de Meyer Lansky, con quien formó una pequeña pandilla cuyas actividades se habían expandido a los juegos de azar y el robo de vehículos. Lansky, que ya había tenido un encuentro con el mafioso Lucky Luciano, vio la necesidad de los judíos jóvenes de su barrio natal de Brooklyn para organizarse igual que los italianos e irlandeses. La primera persona que reclutó para su pandilla fue él. 
Se convirtió en contrabandista y estuvo involucrado en el contrabando de licor dentro de varias grandes ciudades de la Costa Este. También trabajó como sicario de la mafia, a quien Lansky contrataría a otras familias del crimen. Meyer Mob se encargaba de los contratos para las distintas bandas que operaban en Nueva York y Nueva Jersey casi una década antes de la formación del Sindicato del Crimen (Murder Inc.). La banda se ocupaba del secuestro de los cargamentos de licor de bandas rivales, y se sabía que eran responsables de la muerte y eliminación de varias figuras rivales. Compañeros de Siegel incluyen a Abner Zwillman, Louis Buchalter, y el hermano de Lansky, Jake; Joseph "Doc" Stacher, otro miembro de la pandilla de Siegel y Meyer Mob, recordó a los biógrafos de Lansky que Siegel era valiente y salvó la vida de sus amigos cuando la mafia se dedicó al contrabando.
"Bugsy nunca vaciló cuando el peligro amenazaba, "dijo Stacher a Uri Dan. "Mientras tratábamos de averiguar cuál era el mejor movimiento, Bugsy ya estaba disparando. Cuando se trataba de acción, no había nadie mejor. Nunca he conocido a un hombre que tuviera más agallas."
También era amigo de infancia de Al Capone, cuando se extendió una orden de arresto contra Capone por un cargo de asesinato, Siegel le permitió esconderse con una tía. Siegel había fumado opio durante su juventud y estuvo involucrado en el tráfico de drogas. Con 21 años, Siegel estaba haciendo dinero y alardeaba de ello. Se le consideraba apuesto, tenía ojos azules y era conocido por ser carismático y simpático. Se compró un apartamento en el Hotel Waldorf-Astoria y una casa Neotudor en Scarsdale. Llevaba ropa llamativa, elegante y participaba en la vida nocturna de la ciudad de Nueva York. 
En 1929, Lansky y Siegel asistieron a la Conferencia de Atlantic City del 13 al 16 de mayo en representación de Bugs y Meyer Mob. Luciano y el exlíder del Chicago South Side Gang Johnny Torrio, celebraron la conferencia en el Hotel Ritz-Carlton en Atlantic City, Nueva Jersey. En la conferencia, ambos discutieron el futuro del crimen organizado y la futura estructura de las familias criminales de la mafia. En la conferencia, Siegel declaró: "Los yids y los dagos ya no lucharán entre sí".

## Matrimonio y familia
El 28 de enero de 1929, contrajo matrimonio con Esta Krakower, su novia de la infancia. Tuvieron dos hijas, Millicent (de casada, Rosen) y Barbara (de casada, Saperstein) Siegel. Debido a su fama de mujeriego, el matrimonio se separó en 1946. Su esposa se mudó a Nueva York con sus hijas adolescentes.

## Asesinatos
A finales de la década de 1920, Lansky y Siegel tenían vínculos con Charles "Lucky" Luciano y Frank Costello, futuros jefes de la familia Genovese. Siegel, junto con Albert "Sombrerero Loco" Anastasia, Vito Genovese, y Joe Adonis, supuestamente fueron los cuatro hombres armados que dispararon a muerte al jefe de la mafia neoyorquina Joe Masseria por orden de Luciano, el 15 de abril de 1931, poniendo fin a la Guerra Castellammarese. El 10 de septiembre de ese año, Luciano contrató a cuatro sicarios de la banda Lansky-Siegel (algunas fuentes identifican a Siegel como uno de ellos), para asesinar a Salvatore Maranzano, en su oficina de Nueva York, y estableciendo el ascenso de Luciano a la cabeza de la mafia norteamericana, lo que  marca el comienzo del crimen organizado estadounidense moderno.
En 1931, tras la muerte de Maranzano, Luciano y Lansky formaron el Sindicato Nacional, una organización de familias del crimen. La Comisión fue establecida para dividir los territorios de la mafia y la prevención de futuras guerras. Con sus asociados, Siegel formó Murder, Inc. Después de que Siegel y Lansky se trasladaran, el control sobre Murder, Inc. fue cedido a Buchalter y Anastasia. Siegel continuó trabajando como asesino a sueldo. Su única condena fue en Miami. El 28 de febrero de 1932, fue detenido por juegos de azar y vagancia, y de un fajo de billetes, pagó una multa de $100.
Durante este período, Siegel tuvo un desacuerdo con los asociados de Waxey Gordon, los hermanos Fabrizzo. Gordon había contratado a los hermanos Fabrizzo desde prisión después de que Lansky y Siegel dieran información al IRS acerca de la evasión de impuestos por parte de Gordon, quien fue encarcelado en 1933.
Siegel persiguió y mató a los Fabrizzo, después de que intentaran el asesinato de Lansky y Siegel con una bomba en su suite del Waldorf-Astoria. Después de la muerte de sus dos hermanos Tony Fabrizzo comenzó a escribir un libro de memorias y se lo dio a un abogado. Uno de los capítulos más largos iba a ser una sección sobre el escuadrón nacional de asesinos a sueldo dirigido por Siegel. La mafia descubrió los planes de Fabrizzo antes de que pudiera ejecutarlos. En 1932, Siegel se inscribió en un hospital y esa misma noche salió a escondidas. Siegel y dos cómplices se acercaron a  casa de Fabrizzo y, haciéndose pasar por detectives para atraerlo fuera, lo abatieron. De acuerdo con los registros hospitalarios, la coartada de Siegel para esa noche era que se había inscrito en el hospital. En 1935, Siegel ayudó en la alianza de Luciano con Dutch Schultz y mató a los usureros rivales Louis "Pretty" Amberg y Joseph C. Amberg.

## California
Siegel se había enterado gracias a sus asociados que estaba en peligro. Su coartada del hospital se había vuelto cuestionable y sus enemigos lo querían muerto. A finales de la década de 1930, la mafia de la Costa Este envió a Siegel a California. Desde 1933, Siegel había viajado a la Costa Oeste varias veces, y en California, su misión era desarrollar un sindicato de juego con la familia del crimen de Los Ángeles del jefe Jack Dragna. Una vez en Los Ángeles, Siegel reclutó al jefe de una pandilla, Mickey Cohen como su lugarteniente. Conociendo la reputación de Siegel para la violencia y que estaba respaldado por Lansky y Luciano que, desde la cárcel, enviaron un mensaje a Dragna de que cooperar era "lo mejor para él", Dragna aceptó un papel subordinado. Siegel mudó a su esposa y sus hijas, Barbara y Millicent, a California. En las declaraciones de impuestos afirmó ganarse la vida a través de juegos de azar legales en el Anita Park cerca de Los Ángeles. En la ciudad, Siegel se hizo cargo de la lotería italiana. Se utilizó dinero del sindicato para ayudar a establecer una ruta de tráfico de drogas de los Estados Unidos a México invirtiendo en cultivos de amapola plantados en tierras mexicanas fronterizas y organizó circuitos de cable telegráfico organizados con el equipo de Chicago.
En 1942, $500.000 dólares al día llegarían al sindicato a través del negocio de apuestas por cable. En 1946, debido a problemas con Siegel, el equipo de Chicago se hizo cargo de la Continental Press y dio el porcentaje de las apuestas de carreras por cable a Jack Dragna, enfureciendo a Siegel. A pesar de sus complicaciones con las agencias de noticias, Siegel controlaba varios casinos extraterritoriales y una importante red de prostitución. También mantuvo relaciones con políticos, empresarios, abogados, contables y cabilderos que lo defendieron.

## Hollywood
En Hollywood, Siegel fue recibido en los más altos círculos y se hizo amigo de estrellas. Era conocido amigo de George Raft, Clark Gable , Gary Cooper y Cary Grant, así como de los ejecutivos del estudio Louis B. Mayer y Jack Warner. La actriz Jean Harlow era íntima amiga de Siegel y madrina de su hija Millicent. Siegel llevó una vida extravagante. Compró bienes raíces, y organizó lujosas fiestas en su casa de Beverly Hills. Se ganó la admiración de celebridades jóvenes, incluyendo a Tony Curtis, Phil Silvers y Frank Sinatra. Siegel tuvo varias relaciones con mujeres prominentes de la alta sociedad, incluyendo socialités como Dorothy DiFrasso, la esposa de un conde italiano. La alianza con la condesa llevó a Siegel a Italia en 1938, donde se reunió con Benito Mussolini, a quien Siegel trató de vender armas. De igual forma se encontró con los líderes nazis Hermann Göring y Joseph Goebbels, a quienes tomó una aversión inmediata y más tarde se ofreció para matarlos. Solo cedió debido a las ansiosas súplicas de la condesa. 
En Hollywood, Siegel trabajó con el sindicato del crimen para formar negocios ilegales. Ideó un plan para extorsionar a los estudios de cine; se haría cargo de sindicatos locales (como Screen Extras Guild y Los Angeles Teamsters) y organizaría huelgas para obligar a los estudios a pagarle, para que los sindicatos volvieran a trabajar de nuevo. Siegel pidió dinero prestado a celebridades y no se lo devolvió, sabiendo que nunca se lo reclamarían. Durante su primer año en Hollywood, recibió más de $400,000 dólares en préstamos de las estrellas de cine, dinero que nunca regresó.

## Greenberg: asesinato y el juicio
El 22 de noviembre de 1939, Siegel, Whitey Krakower, Frankie Carbo y Albert Tannenbaum mataron a Harry "Big Greenie" Greenberg afuera de su apartamento. Greenberg había amenazado con convertirse en informante de la policía, y Lepke Buchalter, jefe de Murder, Inc., ordenó su asesinato. 
Tannenbaum confesó el crimen y accedió a testificar contra Siegel. Siegel y Carbo fueron implicados por él, y en septiembre de 1941, Siegel fue juzgado por el asesinato de Greenberg. Whitey Krakower murió antes de que pudiera ser juzgado. El juicio pronto ganó notoriedad debido al tratamiento preferencial que Siegel recibió en la cárcel; Se negó a comer alimentos de la prisión y se le permitieron visitas femeninas. También se le concedió permiso para visitas al dentista. Siegel contrató al abogado Jerry Giesler para defenderlo. Después de la muerte de dos testigos de cargo, no había más testigos adicionales. El testimonio de Tannenbaum fue desestimado. En 1942, Siegel y Carbo fueron absueltos por falta de pruebas pero la reputación de Siegel resultó dañada. Durante el juicio, los periódicos revelaron su pasado y se refirieron a él como "Bugsy". Odiaba el apodo (ya que se basaba en el término de argot "bicho", que significa "loco", usado para describir su comportamiento errático), prefiriendo ser llamado "Ben" o "Sr. Siegel". El 25 de mayo de 1944, Siegel fue detenido por hacer apuestas. George Raft y Mack Gray testificaron en nombre de Siegel, y a finales de 1944, Siegel fue absuelto.

## Las Vegas
Siegel quería ser un hombre de negocios legítimo, y en 1945, vio una oportunidad con William R. Wilkerson y su Hotel Flamingo. Las Vegas dio a Siegel una segunda oportunidad de reinventarse a sí mismo. En la década de 1930, Siegel había viajado al sur de Nevada con el lugarteniente de Meyer Lansky Moe Sedway por orden de Lansky para explorar operaciones de expansión. Hubo oportunidades en la prestación de servicios ilícitos a los equipos de la construcción de la presa Hoover. Lansky había entregado las operaciones en Nevada a Siegel, pero Siegel las entregó a Moe Sedway y se fue a Hollywood.
A mediados de la década de 1940, Siegel estaba organizando las cosas en Las Vegas, mientras que sus lugartenientes trabajaron en una política empresarial para garantizar la totalidad del juego en Los Ángeles. En mayo de 1946, Siegel decidió que el acuerdo con Wilkerson tenía que ser alterado para darle el control del Flamingo. Con el Flamingo, Siegel suministraría el juego, el mejor licor y comida, y los más grandes artistas a precios razonables. Creía que estas atracciones no solo atraerían a los grandes apostadores, sino también a miles de turistas dispuestos a perder $50 o $100 dólares. William Wilkerson fue finalmente coaccionado para vender todas sus participaciones en el Flamingo bajo amenaza de muerte, y se ocultó en París durante un tiempo. A partir de este punto, el Flamingo pasó a estar dirigido por el sindicato.
Siegel empezó a gastar mucho. Exigió el mejor edificio que el dinero podría comprar en un momento de escasez de posguerra. A medida que los costos se disparaban, los cheques de Siegel comenzaron a rebotar. En octubre de 1946, los costos superaban los 4 millones de dólares. En 1947, el costo del Flamingo era de más de $ 6 millones ($ 73 millones en la actualidad). A finales de noviembre, la obra estaba casi terminada.
De acuerdo con informes posteriores de observadores locales, el "maníaco inflado de pecho" de Siegel estableció el patrón para varias generaciones de notables magnates de los casinos. La reputación violenta de Siegel no ayudó a su situación. Después de jactarse un día de haber matado personalmente a algunos hombres, vio la mirada de pánico en el rostro del contratista Del Webb y le aseguró: "Del, no se preocupe, sólo nos matamos entre nosotros".
Otros colaboradores describieron a Siegel en un aspecto diferente; como un personaje intenso que no carecía de un lado caritativo, incluyendo sus donaciones para el fondo del cáncer de Runyon Damon. El abogado de Siegel en Las Vegas, Lou Wiener Jr., lo describió como "muy querido" y que caía "bien a la gente". 

## El desafío y la devastación
Problemas con el servicio Trans-América de cable se habían resuelto en Nevada y Arizona, pero en California, Siegel se negó a informar sobre el negocio. Más tarde se anunció a sus compañeros que estaba ejecutando el sindicato de California por él mismo y que iba a devolver los préstamos a su "debido tiempo". A pesar de su desafío, los jefes de la mafia fueron pacientes con Siegel porque siempre había demostrado ser un hombre valioso. 
El Flamingo abrió sus puertas el 26 de diciembre de 1946, momento en el que sólo estaban terminados el casino, el salón, el teatro y el restaurante. A pesar de que los locales asistieron a la inauguración, pocas celebridades acudieron. Un puñado llegó desde Los Ángeles a pesar del mal tiempo. Algunas celebridades presentes fueron June Haver, Vivian Blaine, George Raft, Sonny Tufts, Brian Donlevy, y Charles Coburn. Fueron recibidos por el ruido de la construcción y un vestíbulo cubierto con lonas protectoras. El primer sistema de aire acondicionado del desierto se estropeaba regularmente. Mientras las mesas de juego estaban funcionando, las habitaciones de lujo que habrían servido de señuelo para que la gente se quedara y jugaran no estaban listas. Por la noche Siegel se enteró de que el casino estaba perdiendo dinero, se enojó y fue verbalmente abusivo, expulsando por lo menos a una familia. Después de dos semanas las mesas de juego del Flamingo estaban en números rojos por $275.000 y toda la operación cerró a finales de enero de 1947. 
Después de ser concedida una segunda oportunidad, Siegel hizo todo lo posible para convertir el Flamingo en un éxito al hacer renovaciones y obtener buena prensa contratando al futuro periodista Hank Greenspun como publicista. El hotel volvió a abrir el 1 de marzo de 1947, -con Meyer Lansky presente -y empezó a dar beneficios. Sin embargo, por el momento en que las ganancias comenzaron a mejorar, los jefes de la mafia estaban cansados de esperar. A pesar de que el tiempo se agotaba, a los 41 años, Siegel se había labrado un nombre por sí mismo en los anales del crimen organizado y en la historia de Las Vegas. 

## Muerte
En la noche del 20 de junio de 1947, Siegel se sentó con su socio Allen en la casa de Virginia ubicada en Beverly Hills leyendo el periódico Los Angeles Times; un agresor le disparó a través de la ventana con una carabina M1 calibre .30 militar en reiteradas ocasiones, incluyendo dos veces en la cabeza. Nadie fue acusado del asesinato y el crimen sigue sin resolverse oficialmente.
Una teoría postula que la muerte de Siegel fue el resultado de sus excesivos gastos y una posible deuda con la mafia. En 1946, se realizó una reunión con el "Consejo de Administración" del sindicato en La Habana, Cuba, para que Luciano, exiliado en Sicilia, pudiera asistir y participar. La conclusión fue que habían contratado un sicario para matar a Siegel. Según Stacher, Lansky habría aceptado de mala manera la decisión. Otra teoría es que Siegel fue muerto a tiros por orden de Mathew "Moose" Pandza, el amante de Bee, la esposa del asociado de Siegel Moe Sedway, que fue a Pandza después de saber que Siegel amenazaba con matar su marido. Siegel aparentemente se había vuelto cada vez más resentido con el control que Sedway, a pedido de la mafia, estaba ejerciendo sobre las finanzas de Siegel y planeaba acabar con Sedway. 
Aunque las descripciones dijeron que Siegel sufrió un tiro en el ojo, realmente recibió dos disparos en el lado derecho de la cabeza. La escena del crimen y las fotografías post mortem muestran que un tiro penetró en su mejilla derecha y salió por el lado izquierdo del cuello; El otro impactó en el puente de la nariz, incrustándose en el ojo derecho. La presión creada por la bala atravesando el cráneo de Siegel sacó su ojo izquierdo de la cuenca. El informe forense (# 37448) establece la causa de la muerte como hemorragia cerebral. Su certificado de defunción (del Registrador # 816192) establece la forma de la muerte como un homicidio y la causa como "heridas de bala en la cabeza." 
Sin embargo, aunque como se señaló, Siegel no fue disparado exactamente a través del ojo (el globo ocular habría sido destruido si éste hubiera sido el caso), el estilo de balazo en el ojo sin embargo, se hizo popular en la tradición mafiosa y en las películas y fue llamado el "Moe Greene especial" después de que el personaje de Moe Greene -basado en Siegel- muriera de esta manera en la película El padrino.
Siegel fue alcanzado por varias balas más incluyendo disparos a través de sus pulmones. De acuerdo con Florabel Muir, "Cuatro de los nueve tiros disparados esa noche destruyeron una estatua de mármol blanco de Baco en un piano de cola, y luego se alojaron en la pared del fondo."
El día después de la muerte de Siegel, el Los Angeles Herald-Express publicó en su portada una fotografía de la morgue del pie derecho desnudo de Siegel con una etiqueta en el dedo gordo. A pesar de que el asesinato de Siegel se produjo en Beverly Hills, su muerte colocó a Las Vegas en el centro de atención nacional cuando fotografías de su cuerpo sin vida fueron publicadas en periódicos de todo el país. El día después del asesinato de Siegel, David Berman y sus asociados de la mafia de Las Vegas, Gus Greenbaum y Moe Sedway, entraron en el Flamingo y se hicieron cargo de la operación del hotel y casino.

## Memorial
En la Sinagoga Bialystoker en el Lower East Side de Nueva York, Siegel es conmemorado por una placa yahrtzeit (recuerdo) que marca la fecha de su muerte para que los dolientes puedan decir kadish por el aniversario. La placa de Siegel está por debajo de la de Max Siegel, su padre, que murió apenas dos meses antes que su hijo.
En la propiedad del Flamingo Las Vegas, entre la piscina y una capilla para bodas, hay una placa conmemorativa de Siegel. Fue enterrado en el cementerio Hollywood Forever en Hollywood, California.

## En la cultura popular
Siegel fue la base para el carácter y la personalidad de Moe Greene, personaje de la novela de Mario Puzo El Padrino (1969). En la adaptación a película de 1972, es interpretado por Alex Rocco.
La miniserie televisiva The Gangster Chronicles de 1981 se basa en la amistad que mantuvieron Siegel, Lucky Luciano y Lansky (aunque a este personaje le cambiaron el nombre por el de Michael Lasker debido a que Lansky todavía estaba vivo cuando produjeron los trece episodios de la serie). El personaje de Siegel fue interpretado por Joe Penny.
La película de Sergio Leone, Érase una vez en América (1984) se basa libremente en la vida de Siegel y Lansky.
En la película de 1980 Atlantic City, el personaje central Lou (Burt Lancaster) dijo conocer o haber trabajado con Dutch Schultz, Meyer Lansky, Bugsy Siegel Al Capone.
Bugsy (1991) es una biografía semificticia de Siegel, con Warren Beatty como el mafioso.
El drama criminal de 1991 Imperio del mal, que representa el ascenso de la Comisión, cuenta con Richard Grieco como Siegel.
En la película Ella siempre dice sí (1991) Armand Assante interpreta el papel de Bugsy.
Siegel es un personaje menor en la novela de James Ellroy La Dalia Negra.
Tim Powers imaginó a Siegel como una versión moderna de rey Pescador en su novela Last Call (1992).
Es interpretado por Michael Zegen en la serie de HBO Boardwalk Empire.
Es un personaje central de la serie de televisión de Frank Darabont Mob City, interpretado por Edward Burns.
En el episodio 12 de la segunda temporada de Sliders, Siegel ha logrado hacer un imperio de los juegos de azar en California y la mafia controla la mayor parte del estado. En un universo paralelo que aparece en la cuarta temporada episodio "Way Out West", el nieto de Siegel Ben "Bugsy" Siegel III (Jay Acovone) previsto para convertir Las Vegas en una Meca para los jugadores de la misma manera que su abuelo hizo en la Tierra Prime. El universo en cuestión era aproximadamente 150 años por detrás de la Tierra Prime en términos de tecnología y los Estados Unidos se parecía al Salvaje Oeste en la década de 1890.
Siegel fue uno de los villanos principales de Greg Saunders, DC Comics primer Vigilante.
Es interpretado por Jonathan Stewart en la serie de AMC The Making of the Mob: Nueva York, un docudrama centrado en la historia de la mafia con la primera temporada de la historia de la vida de Charlie "Lucky" Luciano.
Siegel se utiliza como inspiración para el videojuego Fallout: New Vegas Benny's, el propietario del casino Tops en Nueva Vegas y principal objetivo de El Correo de la primera mitad de la serie de misiones principales. Más tarde, el jugador tiene la opción de matarlo en dos momentos diferentes o simplemente salvarlo.
En la novela de Stephen Hunter Hot Springs, Siegel juega un papel importante. Es socio del jefe del crimen Owney Maddox y se mete en una confrontación física con el exsargento de la Marina volvió detective Earl Swagger Swagger después se ilumina colina de cigarrillos de Virginia. Swagger intenta evitar la confrontación con Siegel, pero le pega en una pelea de puño, ganando su ira. Más tarde, el exagente de la CIA y el subordinado se volvió de Swagger Frenchy corto asesina Siegel con una carabina M1, en paralelo con el asesinato de la vida real.
El rapero Snoop Dogg hace referencia a Bugsy Siegel en la canción 2 Of Amerikaz Most Wanted.